# 2004년 상하이 국제 영화제
제7회 상하이 국제 영화제는 2004년 6월 5일에 열린 시상식이다.

## 수상 및 후보

### 심사위원대상
- 모리화 - 후영 수상

### 진주에상 작품상
- 트래디션 오브 러버 킬링 - Khosro Masumi 수상

### 진주에상 감독상
- 스캔들 - 조선남녀상열지사 - 이재용 수상

### 진주에상 여우주연상
- 펜트하우스 - 고미화 수상

### 진주에상 남우주연상
- 이블 - 안드레아스 윌슨 수상

### 진주에상 각본상
- BROTHERS - Esa Illi 수상

### 진주에상 촬영상
- BROTHERS - Marita Hallfors 외 수상
- 이블 - Peter Mokrosinski 수상

### 진주에상 음악상
- 스캔들 - 조선남녀상열지사 - 이병우 수상